# Simone Vaudry
Simone Vaudry (* 25. Februar 1906 als Simone Hélène Georgette Vaurigaud in Paris, Frankreich; † 3. Januar 1993 in Puteaux, Frankreich) war eine französische Filmschauspielerin mit Karrieren beim französischen wie deutschen Stummfilm.

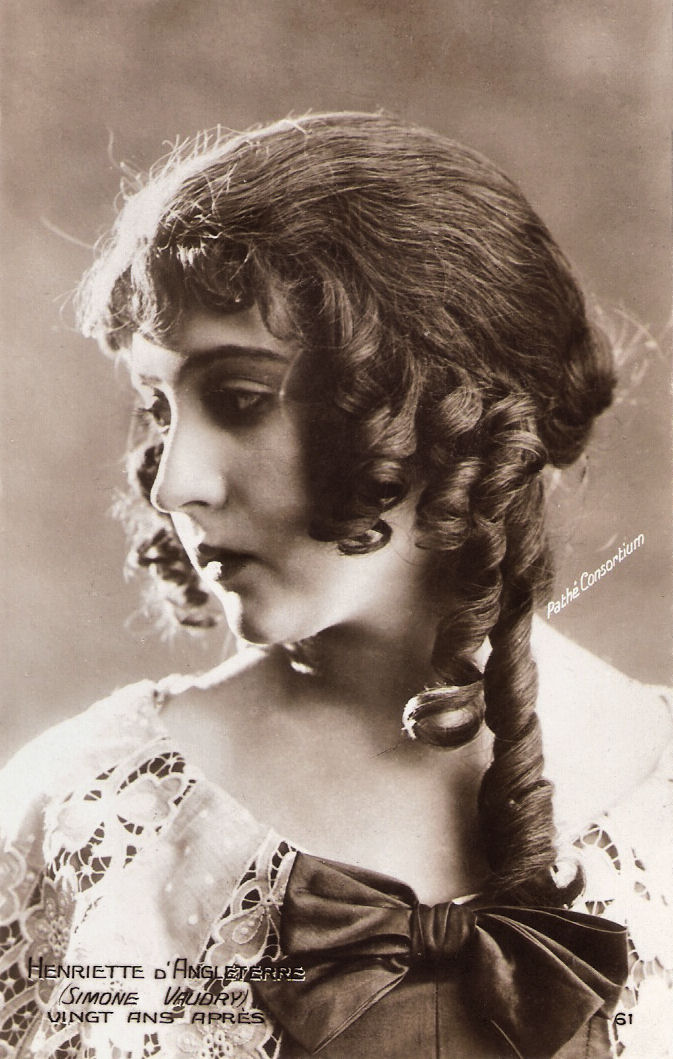
Simone Vaudry (1922)

## Leben und Wirken
Die Tochter des Arztes Henri Vaurigaud und seiner Frau Anne Rainguet wurde bereits als Vierjährige für Kinderrollen in kurzen französischen Stummfilmen vor die Kamera geholt. Nur unterbrochen vom Ersten Weltkrieg, war Simone Vaudry bis Mitte der 1920er Jahre eine vielbeschäftigte Filmdarstellerin. Mit der Perrette in einer frühen Fassung des klassischen Abenteuer- und Liebesfilmstoffes Fanfan, der Husar reüssierte Vaudry 1925 auch im Erwachsenenfach. Zuletzt gelang ihr auch in Deutschland ein schöner Erfolg mit dem Film Die entblätterte Rose, das Mirakel der heiligen Therese, woraufhin man auch auf der anderen Rheinseite Interesse an der Französin zu zeigen begann.
Bis zum Ende der Stummfilmzeit spielte Simone Vaudry in Deutschland Neben- wie Hauptrollen, beginnend mit einer Tochterrolle in Martin Bergers Aufklärungsfilm Kreuzzug des Weibes. Es folgte eine weibliche Hauptrolle, die Heid von Dünen, in der Karl-Rosner-Romanverfilmung Der Herr des Todes, danach spielte sie die Freda Garben in einer Verfilmung von Leo Falls Der fidele Bauer, war Francesca Bertinis Tochter in dem Melodram Mein Leben für das Deine und erhielt eine weitere Tochterrolle in Heimweh. Nach zwei Jahren intensiven Filmens in Berlin kehrte Simone Vaudry nach Paris zurück. Beim Tonfilm, der ihr zwar große, aber kaum lohnenswerte Aufgaben in unbedeutenden Unterhaltungsproduktionen vermittelte, blieb die Künstlerin bis 1936 aktiv, dann zog sie sich ins Privatleben zurück. Simone Vaudry heiratete 1941 Paul Louis Baussin, mit dem sie bis zu ihrem Tod 52 Jahre darauf zusammenblieb.

## Filmografie
- 1910: Le Crime du grand-père
- 1910: La Garde-barrière
- 1912: Grand-Maman
- 1913: Le Mauvais génie
- 1913: La Crinière
- 1914: L'Apprentie
- 1914: La Fille de prince
- 1918: Le Noël d'Yveline
- 1921: Les Élus de la mer
- 1921: L'Épingle Rouge
- 1922: Mimi Pinson
- 1922: Vingt ans après
- 1922: Les Mystères de Paris
- 1923: Le Double
- 1923: Pour toute la vie
- 1924: Les Cinquante Ans de Don Juan
- 1924: L'Enfant des halles
- 1925: Fanfan-la-Tulipe
- 1925: Les petits
- 1926: Die entblätterte Rose, das Mirakel der heiligen Therese (La Rose effeuillée)
- 1926: Kreuzzug des Weibes
- 1926: Der Herr des Todes
- 1926: Das Meer
- 1927: Heimweh
- 1927: Der fidele Bauer
- 1927: Mein Leben für das Deine
- 1929: Les Fourchambault
- 1929: La Maison des hommes vivants
- 1930: Le Mystère de la villa rose
- 1931: Falscher Glanz und Stiefelwichse (Le roi du cirage)
- 1931: L'Aiglon
- 1932: Les Amours de Pergolèse
- 1933: Trois hommes en habit
- 1935: La Vierge du rocher
- 1936: Le Coup de trois